# Мисс Северная Ирландия

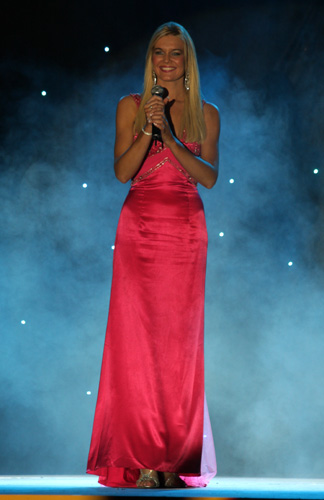
Юдифь Уилсон, мисс Северная Ирландия’08

Мисс Се́верная Ирла́ндия (англ. Miss Northern Ireland) — конкурс красоты, победительница которого становится одной из претенденток конкурса Мисс Мира. До 1999 года победительница была обязана участвовать в конкурсе Мисс Великобритания для выхода на уровень Мисс Мира, позднее все четыре области Великобритании стали выбирать свою мисс, та из них, что более высоко оценивается, получает звание Мисс Великобритания и в следующем году участвует в Мисс Интернешнл.
Согласно условиям участия, претенденткой на звание могут быть девушки
- не младше 17 лет и не старше 24 лет на 31 декабря года соревнования,
- обладающие хорошим характером, отличной выдержкой, шармом и красотой,
- не приносящие дурной славы конкурсу публикацией своих фотографий в обнажённом виде,
- использующие префикс «мисс» или его эквивалент,
- буквально: ни разу не проходившие церемонию, которая в какой-либо стране мира может считаться свадебной церемонией,
- ни разу не проходившие отбор на представление другой страны,
- ни разу не рожавшие,
- родившиеся в Северной Ирландии или пять лет постоянно живущие в ней и имеющие постоянный адрес,

и так далее.